# Staurastrum
Staurastrum  là một chi Song tinh tảo trong họ Desmidiaceae, thuộc chi Staurastrum.

## Hình ảnh

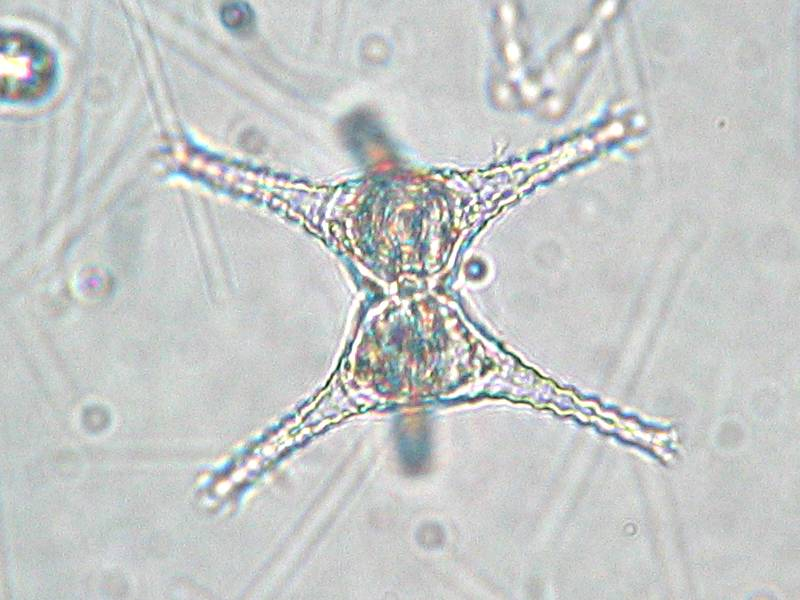
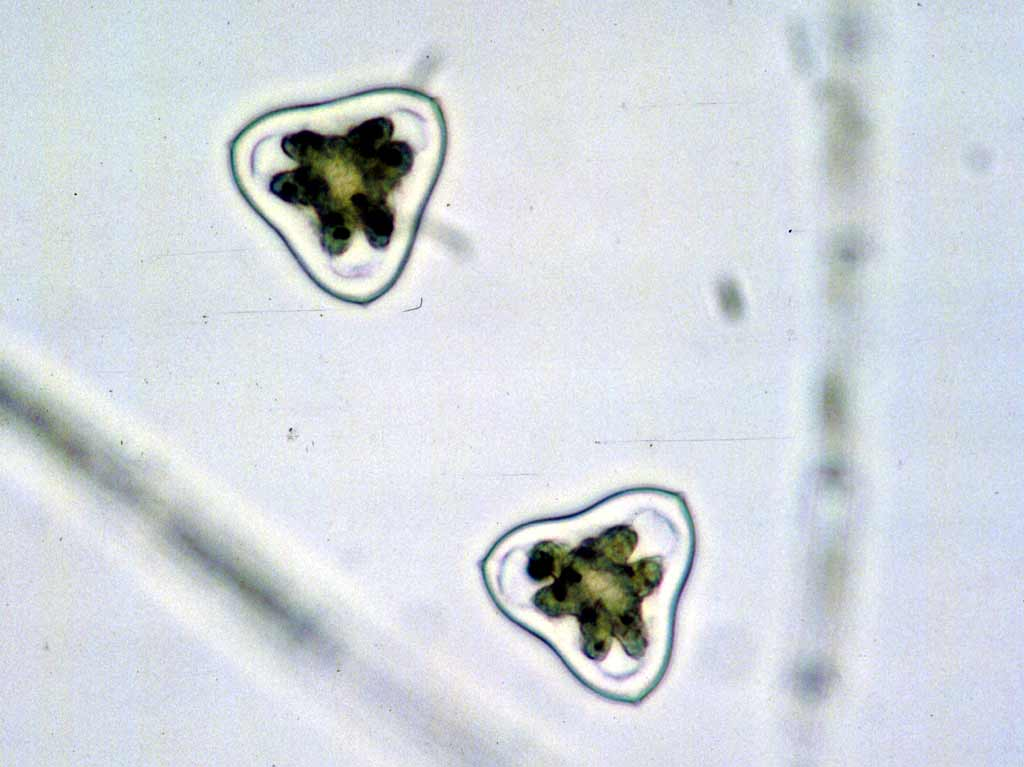
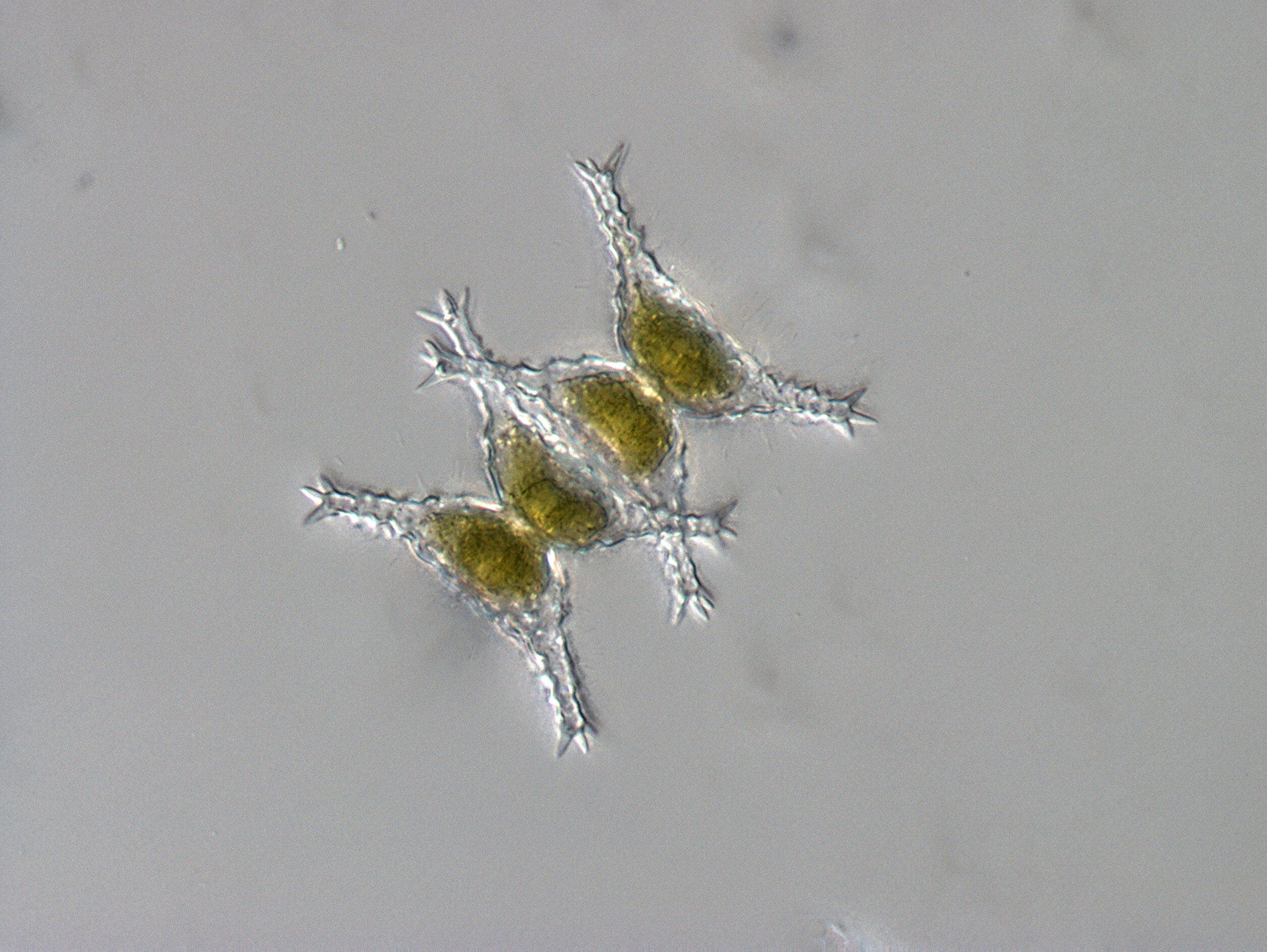